# Coatlichan

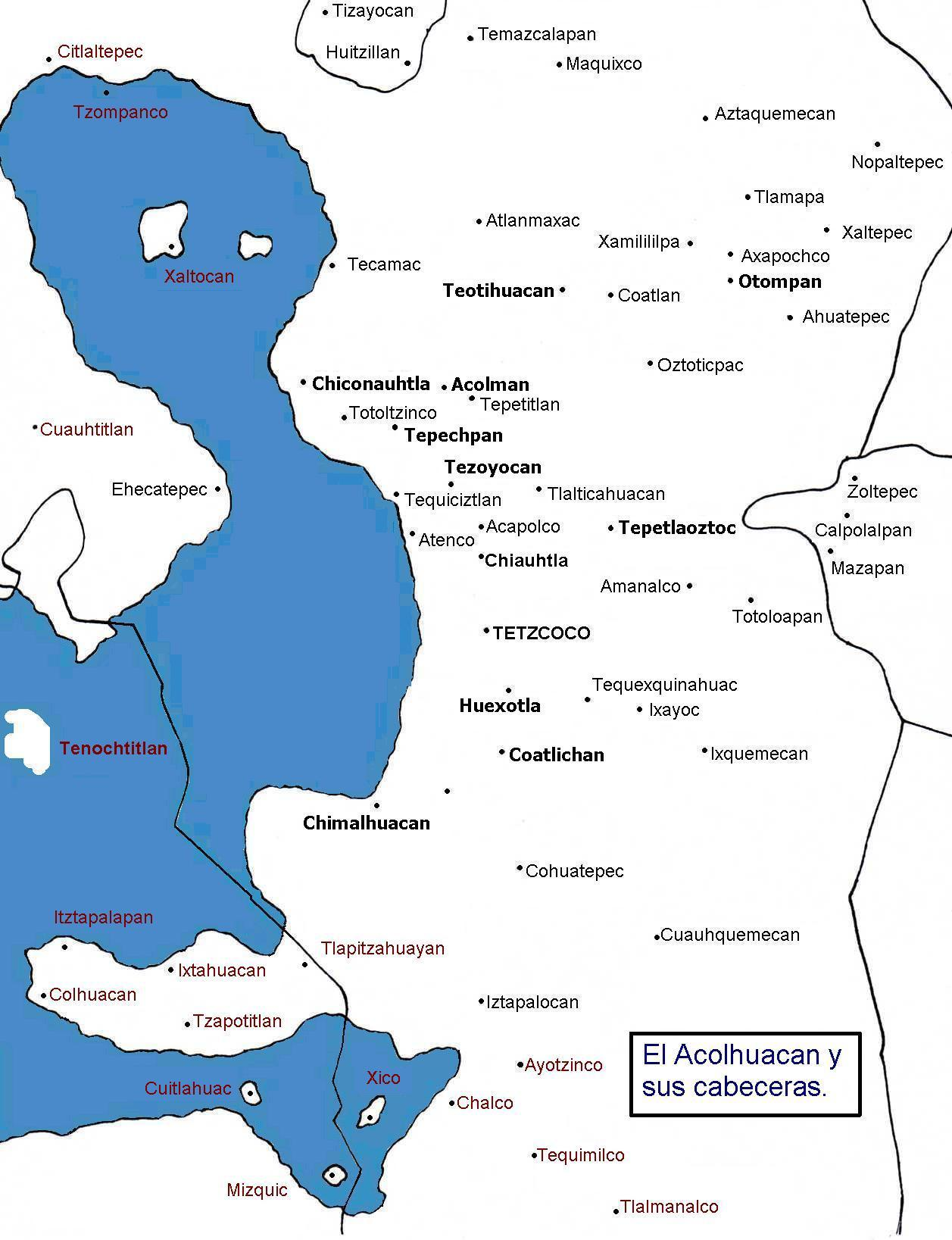
Localização de Coatlichan

Coatlichan era um altépetl acolhua localizado na margem oriental do Lago Texcoco, um de seus Tlatoani foi  Acolmiztli. Pertencia à Tríplice Aliança de 1047-1272